# 鞍马
鞍马 (英語：Pommel horse) 是竞技体操項目之一，只有男子体操有这个项目。起初是金属架子支撑木头制作包裹皮革的“马”，马体上有一对铁环。现在大部分支架采用新型的塑料或合成金属，而“马”用塑料制作。
1896年鞍马被列为奥运会比赛项目。只有两名运动员参加了1896年夏季奥林匹克运动会的鞍马比赛，瑞士的路易斯·朱特和德国的海曼·魏因加特纳。

## 器械要求
根据国际体操联合会的规定，标准鞍马器械要求如下：
- 高115厘米（包括20厘米落地垫）
- 长160厘米
- 宽35厘米
- 鞍环高度12厘米
- 鞍环距离40厘米到45厘米（可调节）

## 动作要求
一套典型的鞍马动作包括在单环和双环上的动作，以双环动作为主。全套动作并腿全旋为主，在鞍马的所有部位上做动作。运动员通常还会加上移位转体、环上转体、分腿波浪全旋（托马斯全旋）等难度动作。全套动作的下法也很重要，可以是倒立下马，也可以越过马下马。
鞍马被认为是男子体操六个项目中最难的，除双手之外的任何身体部位都不能接触鞍马，整套动作不能停顿。

## 历届奥运会男子鞍马金牌获得者
- 1896年: 路易斯·朱特 (瑞士)
- 1924年: 约瑟夫·威廉 (瑞士)
- 1928年: 赫曼·汉格 (瑞士)
- 1932年: 伊斯特凡·佩勒 (匈牙利)
- 1936年: 康拉德·弗赖 (德国)
- 1948年: 帕沃·约翰尼斯·阿尔托宁和维科·胡赫塔宁和海奇·萨沃莱宁 (芬兰)
- 1952年: 维克托·伊凡诺维奇·丘卡林 (苏联)
- 1956年: 鲍里斯·沙赫林 (苏联)
- 1960年: Eugen Georg Oskar Ekman (芬兰)和鲍里斯·沙赫林 (苏联)
- 1964年: 米洛斯拉夫·切拉尔 (南斯拉夫)
- 1968年: 米洛斯拉夫·切拉尔 (南斯拉夫)
- 1972年: 维克托·克利门科 (苏联)
- 1976年: 佐尔坦·马乔尔 (匈牙利)
- 1980年: 佐尔坦·马乔尔 (匈牙利)
- 1984年: 李宁 (中国)和皮特·格伦·维德马 (美国)
- 1988年: 佐尔特·博凯 (匈牙利)和迪米特里·比洛泽尔采夫 (苏联)和Lubomir Geraskov (保加利亚)
- 1992年: 裴吉洙 (朝鲜) 和维塔里·谢尔博(独联体)
- 1996年: 李东华 (瑞士)
- 2000年: 马里乌斯·丹尼尔·乌尔吉卡 (罗马尼亚)
- 2004年: 滕海滨 (中国)
- 2008年: 肖钦 (中国)
- 2012年: 克里斯提安·波奇 (匈牙利)
- 2016年: 馬克斯·惠特洛克 (英國)
- 2021年: 馬克斯·惠特洛克 (英國)